# Asphondylia ricini
Asphondylia ricini är en tvåvingeart som beskrevs av Mani 1947. Asphondylia ricini ingår i släktet Asphondylia och familjen gallmyggor. Inga underarter finns listade i Catalogue of Life.